# WaKeeney
La ville de WaKeeney est le siège du comté de Trego, situé dans le Kansas, aux États-Unis.